# Dynamite Headdy
Dynamite Headdy es un videojuego de plataformas lanzado en 1994 por Sega, y producido por Treasure Co. Ltd. Salió para las consolas Mega Drive, Sega Game Gear y Master System. En este juego, manejas a la marioneta estrella Headdy, que debe salvar el mundo de las marionetas del rey malvado Dark Demon, quien esta convirtiendo a las marionetas en sus secuaces. Headdy puede atacar a sus enemigos lanzando su inconexa cabeza y usando diferentes cabezas, como el martillo, reloj, picuda, etc.

## Historia
Headdy, el personaje principal, es la estrella de la producción Dynamite Headdy del Treasure Theatre. Headdy decide regresar a North Town para visitar a sus amigos Headcase, Hangman y Beau, para encontrarse con que el malvado rey marioneta, Dark Demon, la ha atacado para decidir qué marionetas debieran vivir y cuales debieran ser transformadas en sus malvadas tropas. Headdy es capturado por el Robo-Collector y rechazado por las fuerzas del rey, siendo echado en un cubo de la basura, de camino al incinerador. Sin embargo, Headdy escapa de las garras de Dark Demon y decide derrotar al malvado rey. 
Pero los problemas acaban de comenzar. No solo el mundo está lleno por las tropas de Dark Demon, sino que para llegar a su malvado castillo debe derrotar a los Keymasters, que sirven al rey como guardia de élite. Para empeorar las cosas, Headdy es perseguido por su némesis cazarrecompensas, Trouble Bruin, una marioneta celosa del éxito de Headdy. Bruin quiere ser la estrella en su lugar, y no parará ante nada hasta lograrlo.

### Personajes
Nota: El nombre y aspecto de muchos personajes cambió en las versiones norteamericana y europea. Los nombres internacionales fueron reutilizados en la Master System. En esta descripción aparecen primero los nombres norteamericanos/europeos, seguidos del japonés entre paréntesis.
HeaddyEl protagonista del juego, que usa su cabeza como principal modo de ataque.
Trouble Bruin (Maruyama)El némesis de Headdy, y guardián de élite de Dark Demon. Es una cabeza de gato capaz de adaptarse a múltiples cuerpos, visto en general en su cuerpo "Kuma Body". En la versión de Master System controla a los Keymasters. Originalmente es de color morado, aunque en la versión americana, su color fue cambiado a un marron y tiene una cara de enojado.
Heather (Fingy)Una misteriosa mujer en la vida de Headdy que trata de conseguir las llaves para entrar al castillo y detener a Dark Demon. Como él, posee una cabeza, aunque tiene unas manos flotantes.
HangMan (Fukkun)Con su ayuda, Headdy puede subirse a lugares más altos, mordiéndole para coger impulso.
HeadCase (Mokkun)Puede dar a Headdy una nueva cabeza temporalmente, aparte de otras habilidades especiales.
Beau (Yakkun)Apunta al punto débil de un Keymaster u otros enemigos importantes.
BinoEsta pequeña criatura suele andar escondida, aunque ocasionalmente se cruza con Headdy. Atacarlo da a Headdy un Secret Bonus Point.
Robo-Collector (Toruzo-Kun)El primer jefe del juego. Va tras los Townfolk Puppets e intenta raptarlos para incinerarlos.
Mad Dog (Bounty Boundy)El primer Keymaster que se encuentra Headdy, cayendo accidentalmente sobre Trouble Bruin siendo atacado por este por su fallo estrepitoso. En la versión de Master System, es diferente y hace serpientes y dos balones.
Wooden Dresser (Jacqueline Dressy)El segundo Keymaster, una actriz que va cambiando de disfraces y habilidades para ponérselo difícil a Headdy. En la versión de Master System, ya no cambia de disfraces.
Spinderella (Motor Hand)El tercer Keymaster, luchando sobre la Puppet Tower girando y martilleando el escenario. En Master System es controlado por Trouble Bruin y hace un ataque muy rápido.
Baby Face (Mitsuru)El cuarto Keymaster, lucha con la forma de un bebé contra Headdy, cambiando de forma a lo largo de la pelea. Bino está atrapado en su interior.
Gatekeeper/Nasty Gatekeeper (Yayoi/Izayoi)Gatekeeper oculta el secreto del castillo de Dark Demon, la fortaleza imperial de éste, siendo como un guardian de la entrada que puede estirar sus brazos robóticos para tratar de atrapar a Headdy. Gatekeeper es su nombre en la versión americana.
Twin Freaks (Rever Face)El último enemigo antes de las batallas finales contra Trouble Bruin y Dark Demon. Usamos el terreno como ventaja, y cuando Headdy le da la vuelta, Twin Freaks se vuelve rojo y le persigue en lo denominado "Death Race". En Master System también está controlado por Trouble Bruin.
Dark Demon (King Dark Demon)Éste es el misterioso hechicero que conquistó el denominado por él mismo "Dark Demon Imperial World". En Master System es mucho más fácil de derrotarlo ya que solo tiene tres ataques:
Rojo: Dispara pinchos.
Verde: Dispara rocas.
Amarillo: Dispara lásers.
Smiley (Smily)Smiley es una medalla de honor que fue entregada a "La Mejor Marioneta", y aparentemente dio a Dark Demon la suficiente autoestima para comenzar su conquista. Solo cae y tira al suelo en Master System.

## Jugabilidad
El juego tiene una serie de "escenarios" y de "actos". El final de cada acto se caracteriza por una pelea contra un Keymaster. La habilidad especial de Headdy es su cabeza, que puede ser lanzada en las ocho direcciones para dañar o matar a los enemigos. 
Su cabeza también sirve para engancharse a "Hangman", un personaje que actúa como gancho. Agarrando a un Hangman con tu cabeza, puedes lanzarte en dicha dirección, como si te lanzaras con una goma elástica. 
Headdy también puede cambiar su cabeza por otra diferente, si ataca a Headcase. Dependiendo del símbolo mostrado por Headcase, Headdy recibirá una cierta cabeza con distintas habilidades. Presionando el botón A, Headdy recupera su cabeza inicial y pierde dicha habilidad (no todas las cabezas permiten hacer esto). Hay 15 cabezas diferentes que pueden usarse en diversos niveles, y 3 que sólo aparecen en ciertos niveles.
En comparación con otros juegos desarrollados por Treasure como Ristar o Gunstar Heroes, el nivel de diseño es bastante variado. Casi todos los niveles incluyen una o más batallas contra algún jefe. 
Esparcidos por los niveles hay una serie de Secret Bonus Points. Estos pueden obtenerse haciendo algo difícil o extraño, como encontrar un ítem escondido, derrotar a un jefe difícil de encontrar o romper un elemento del decorado.

## Cabezas disponibles
Atacando a Headcase, es posible encontrar hasta 15 cabezas diferentes, y 3 destinadas a las secciones de vuelo. La mayoría duran un tiempo determinado y pueden cancelarse con el botón A. Sin embargo, Heavy Head sólo puede quitarse tras un cierto tiempo, Mini Head solo se quita si se agarra otra cabeza y las cabezas de vuelo sólo pueden quitarse cogiendo otra cabeza diferente. 
- Lotsa Heads: Permite disparar tres cabezas a la vez en lugar de una, permitiendo atacar a varios enemigos a la vez. (Sin embargo, no puedes dañar con más de una cabeza a la vez a un jefe).
- Liberty Head: Consiguiendo esta cabeza entras en el Intermission Game (nivel de bonus).
- Heavy Head: Una cabeza a evitar. Recogiéndola la cabeza de Headdy se hincha, y lo hace tan pesado que deja de poder atacar, saltar, ni moverse con velocidad. Esta no se puede cancelar y puede ser una gran desventaja al pelear contra un jefe.
- Slammer Head: Cabeza en forma de martillo que permite a Headdy romper objetos muy duros o provocar más daño a los enemigos. Unos cuantos objetos sólo pueden destruirse con esta cabeza.
- Pig Head: Presionando el botón de disparo, Headdy puede disparar estrellas de fuego de su nariz que persiguen a sus enemigos, pero no permite lanzar dicha cabeza o agarrarse a un Hangman.
- War Head: Dañinas estrellas se disparan automáticamente en todas direcciones, atacando a todos los enemigos que estén cerca. Provoca pocos daños, pero viene muy bien para atacar varios enemigos o a alguno que esté algo lejos.
- Protector Head: Eres rodeado por un escudo de fuego que daña a todos los enemigos cercanos. Ten en cuenta que no te protege de los ataques, tan sólo daña a aquellos que se acerquen.
- Spike Head: Permite agarrarse a las paredes y techos, permitiendo a Headdy acceder a nuevos lugares de forma similar a agarrar a un Hangman.
- Empty Head: Headdy se vuelve invisible (tan sólo ves su figura en blanco), y no puede ser dañado a no ser que caiga de la pantalla o sea dañado por las bombas de Heather en la segunda pelea contra el jefe del 7º nivel.
- Super Head: Headdy puede correr más rápido, saltar más alto, y su cabeza llega más lejos.
- Sleepy Head: Cuando Headdy obtiene esta cabeza, comienza a dormirse y recupera vida. Cuando la animación se completa (o antes), tu vida estará al máximo.
- Mini Head: Hace pequeño a Headdy, permitiéndole entrar en sitios pequeños o evitar ciertos ataques. No se puede cancelar a menos que agarres otra habilidad.
- Bomb Head: La cabeza de Headdy se transforma en una bomba, y su mecha comienza a arder. Si la lanzas, cuando la mecha se agote, hará un inmenso daño a todos los enemigos en pantalla. Si no la tiras a tiempo, sin embargo, recibirás tú el daño y probablemente mueras si tienes la vida baja.
- Vacuum Head: Cuando atacas, Headdy absorbe todos los ítems y enemigos en pantalla, automáticamente.
- Ticker Head: Todos los enemigos y objetos en pantalla son congelados mientras sigas con esta cabeza, permitiendo atacar tranquilamente a enemigos o jefes.
- Rocket Head: La cabeza de Headdy se transforma en un misil con láser, permitiendo volar y disparar un láser hacia adelante. El láser puede atravesar objetos o enemigos y aún hacer daño. Sólo permite atacar hacia la derecha y es exclusivo del acto 6.
- Air Head: La cabeza de Headdy se transforma en un aeroplano, permitiéndole girar a la izquierda o a la derecha y disparar en tres ángulos distintos a la vez. Muy útil contra jefes, ya que permite atacar por ambos lados. Es exclusivo del acto 6.
- Feather Head: La cabeza de Headdy se transforma en un pájaro capaz de lanzar polluelos que atacan a los enemigos enfrente o debajo. No permite girarse hacia la izquierda y es exclusivo del acto 6.

## Cambios regionales
Hay algunas pequeñas diferencias entre la versión japonesa y europea/americana de Dynamite Headdy.
- Las versiones americana/europea son mucho más difíciles que la japonesa. Los enemigos tienen el doble de vida, y comienzas sin continuaciones, mientras que en la japonesa comienzas con algunos.

- La mayoría de los nombres de los niveles cambian por completo. En las versiones americana/europea suelen ser parodias de películas, mientras que en la japonesa son meras descripciones. Por ejemplo, los niveles "Terminate Her Too", "Toys n the Hood" y "Spinderella" son llamados en su versión japonesa "South Town", "North Town" y "In the Air" respectivamente.

- En la versión japonesa la mayoría de los jefes tienen algunas frases antes de cada pelea. En las otras versiones los únicos diálogos aparecen en el entrenamiento del nivel 2-1, y cuando Beau aparece en el nivel "Heathernapped".

- Hay algunos pequeños cambios en los menús. En la versión japonesa aparece "Press Start Button" mientras que en el resto tan sólo aparece "Press Start". Además, configurando los controles, en la versión americana/europea pone "cancel head", mientras que en la japonesa pone "cancel".

- El diseño de algunos jefes cambia en las versiones europea/americana. En la japonesa, Trouble Bruin ("Maruyama") es morado, sonríe constantemente y siempre mantiene los ojos muy abiertos. En el resto es marrón, y casi siempre tiene cara de mala leche. El robot humanoide que parece un castillo, del nivel "Terminate Her Too" era una muñeca llamada "Rebecca" en la versión japonesa. En el nivel "Headdy Wonderland", peleas contra un robot denominado "Gatekeeper", que se transforma en "Nasty Gatekeeper". En la versión japonesa este jefe era una geisha con kimono llamada "Yayoi", que se transformaba en "Izayoi". Mad Dog ("Bounty Boundy"), todos los cuerpos de Trouble Bruin (excepto el Floating Platform), e incluso algunos enemigos de los niveles 3-1 y 9-1 sencillamente tienen otra paleta de colores, debido al cambio de paleta de Trouble Bruin y para quedar mejor respecto al conjunto global.

- En el final de la versión japonesa, las cuatro marionetas del nivel 1-1 reciben nombres individuales. Se llaman "Maruco", "Mathai", "Luca", y "Johane". (Es decir, referencias a los discípulos de Jesús: Marcos, Mateo, Lucas y Juan). También, en la versión japonesa, el principal cuerpo de Trouble Bruin es denominado "Kuma Body" (Cuerpo de Oso), pero no fue mencionado en las otras versiones.

- El final es diferente. En la versión americana/europea, Smiley está muy contento de ver a Heather, y esta abraza a Headdy. En la versión japonesa, Smiley cuenta que es una medalla a la mejor marioneta de todas (hasta ese punto, creía ser él mismo la mejor marioneta del mundo), y se lanza a engancharse en la cabeza de Headdy. Más adelante, donde Headdy vería a Heather en la versión americana/europea, está intentando quitarse la medalla en la versión japonesa. Logra hacerlo, pero Smiley vuelve a enganchársele sin problemas.

- Hay un final secreto al que sólo se puede acceder jugando cuatro veces el minijuego de baloncesto, recordando o apuntando los números secretos que te van dando. Si se consigue, tras los créditos, Headdy irá tras el escenario y encontrará una puerta bloqueada por un teclado digital. Introduciendo los números en el orden dado, Headdy abre la puerta para encontrarse con el dueño del teatro. Éste, al ver que una marioneta escapa, ordena a sus matones atacarte lanzando sus billetes (muy dañinos, tres golpes de éstos y estás muerto). Al menos, en esta pelea tienes una sola vida. Tras derrotar a los matones, el dueño comenzará a lanzar billetes que te persiguen. Una vez derrotado, Headdy sale fuera, lanza su cabeza hacia arriba, y saca un cartel de "The End". En la versión japonesa, el dueño y sus matones son reemplazados por el entonces presidente de Sega of Japan y dos agentes de seguridad, que se comportan del mismo modo. El código equivocado, Headdy está fuera.

- En la versión de Master System y Game Gear, Trouble Bruin (Marayuma) reemplaza los jefes:Mad Dog,Wooden Dresser,Spinderella,su quinto cuerpo y Twin Freaks en las versiones no aparecen Baby Face y Gatekeeper tampoco Heather pero Dark Demon sigo siendo el jefe final.